# Raionul Tebricovo, județul Tiraspol
Raionul Tebricovo a fost unul din cele patru raioane ale județului Tiraspol din Guvernământul Transnistriei între 1941 și 1945.